# Otajärvi
Otajärvi är en sjö i Finland. Den ligger i Letala stad, Pyhäranta kommun och Raumo stad i landskapen Egentliga Finland och Satakunta, i den sydvästra delen av landet, 200 km väster om huvudstaden Helsingfors. Otajärvi ligger 11,8 meter över havet. Arean är 4,6 kvadratkilometer och strandlinjen är 24,91 kilometer lång. Sjön  ingår i Bottenhavets kustområde.   I omgivningarna runt Otajärvi växer i huvudsak barrskog.
I övrigt finns följande i Otajärvi:
- Pääskynkallio (en ö)
- Vähä-Tyrniö (en ö)
- Iso-Tyrniö (en ö)
- Keskinen (en ö)
- Vähä-Kaskinen (en ö)
- Iso-Kaskinen (en ö)
- Iso-Haltri (en ö)
- Matinkarta (en ö)

I övrigt finns följande vid Otajärvi:
- Hilttiöjärvi (en sjö)
- Sarkonjärvi (en sjö)
- Sulkaluoma (en sjö)